# بطولة آسيا للشباب تحت 19 عاما 2016
سوف تكون بطولة آسيا تحت 19 سنة لكرة القدم 2016 النسخة التاسعة والثلاثون من بطولة آسيا تحت 19 سنة لكرة القدم، وهي مسابقة كرة قدم شبابية تقام كل سنتين يشرف على ينظمها الاتحاد الآسيوي لكرة القدم (أي إف سي) للمنتخبات الوطنية للرجال تحت 19 سنة في القارة. وسوف تعقد المسابقة في البحرين، حسب ما أعلن الاتحاد الآسيوي في 3 يونيو 2015. من المقرر حالياً أن تلعب المسابقة في الفترة بين 13–30 أكتوبر 2016. وسيشارك ما مجموعه 16 فريقاً في النهائيات.
سوف يتأهل أفضل أربعة منتخبات تصل إلى نصف النهائي المسابقة إلى كأس العالم تحت 20 سنة لكرة القدم 2017 في كوريا الجنوبية. على اعتبار أن كوريا الجنوبية تأهلت بشكل مباشر إلى كأس العالم تحت 20 سنة لكرة القدم 2017 كونها المستضيف، في حال حصلت على أحد مقاعد المربع الذهبي في هذه المسابقة، سيتأهل الفريق صاحب المركز الخامس (أي خاسر الدور ربع النهائي الذي يملك أفضل سجل في المسابقة) كذلك إلى كأس العالم تحت 17 سنة لكرة القدم 2017.

## التصفيات
عقدت قرعة التصفيات يوم 5 يونيو 2015. وجرى تقسيم 43 فريقاً إلى عشر مجموعات، مع تأهل متصدري المجموعات العشرة بالإضافة إلى أفضل خمس ثواني إلى نهائيات المسابقة، إلى جانب البحرين التي تأهلت بشكل مباشر كونها المستضيف إلا أنها تخوض أيضًا غمار التصفيات.
سوف تلعب التصفيات في الفترة بين 28 سبتمبر–6 أكتوبر 2015.

### المنتخبات المتأهلة
تأهلت المنتخبات التالية إلى نهائيات البطولة.
| منتخب                    | تأهل بصفته                  | الظهور           | أفضل أداء سابق                                                                 |
| ------------------------ | --------------------------- | ---------------- | ------------------------------------------------------------------------------ |
| البحرين                  | المستضيف                    | الثامن           | الوصيف (1986)                                                                  |
| اليابان                  | متصدر المجموعة ف            | الثالث والثلاثون | الوصيف (1973، 1994، 1998، 2000، 2002، 2006)                                    |
| العراق                   | متصدر المجموعة س            | السادس عشر       | البطل (1975، 1977، 1978، 1988، 2000)                                           |
| الصين                    | متصدر المجموعة ع            | السابع عشر       | البطل (1985)                                                                   |
| فيتنام                   | متصدر المجموعة ص            | السادس عشر       | المركز الثالث (1964)                                                           |
| أوزبكستان                | متصدر المجموعة أ            | السابع           | الوصيف (2008)                                                                  |
| كوريا الجنوبية           | متصدر المجموعة ط            | الرابع والثلاثون | البطل (1959، 1960، 1963، 1978، 1980، 1982، 1990، 1996، 1998، 2002، 2004، 2012) |
| طاجيكستان                | المجموعة س (أفضل) وصيف      | الثالث           | مرحلة المجموعات (2006، 2008)                                                   |
| الإمارات العربية المتحدة | متصدر المجموعة ج            | الثالث عشر       | البطل (2008)                                                                   |
| أستراليا                 | المجموعة ف (ثاني أفضل) وصيف | السادس           | الوصيف (2010)                                                                  |
| قطر                      | متصدر المجموعة د            | الثالث عشر       | البطل (2014)                                                                   |
| تايلاند                  | المجموعة ط (ثالث أفضل) وصيف | الثامن والعشرون  | البطل (1962، 1969)                                                             |
| السعودية                 | متصدر المجموعة ب            | الثاني عشر       | البطل (1986، 1992)                                                             |
| كوريا الشمالية           | المجموعة ع (رابع أفضل) وصيف | الثاني عشر       | البطل (1976، 2006، 2010)                                                       |
| إيران                    | متصدر المجموعة ر            | الثامن عشر       | البطل (1973، 1974، 1975، 1976)                                                 |
| اليمن                    | المجموعة ب (خامس أفضل) وصيف | الخامس           | مرحلة المجموعات (2004، 2008، 2010، 2014)                                       |

## الملاعب
سيعلن في وقت لاحق.

## القرعة
أقيمت قرعة المسابقة النهائية يوم 30 أبريل 2016، 19:00 التوقيت المعياري العربي (ت ع م+3)، في المنامة. تم تقسيم المنتخبات الستة عشر إلى أربعة مجموعات تضم كل واحدة أربعة منتخبات.
صنفت المنتخبات وفقاً لأداءها في النسخة الماضية في عام 2014.
| الوعاء 1 (المضيف والأوائل)                                       | الوعاء 2                                               | الوعاء 3                                     | الوعاء 4                                |
| ---------------------------------------------------------------- | ------------------------------------------------------ | -------------------------------------------- | --------------------------------------- |
| البحرين (المضيف؛ المركز أ1) · قطر · كوريا الشمالية · أوزبكستان · | اليابان · تايلاند · الإمارات العربية المتحدة · الصين · | أستراليا · العراق · كوريا الجنوبية · اليمن · | إيران · فيتنام · السعودية · طاجيكستان · |

## التشكيلات
اللاعبين الذين ولدوا في أو بعد يوم 1 يناير 1997 هم المؤهلين لخوض بطولة آسيا تحت 16 سنة لكرة القدم 2016. بإمكان كل منتخب تسجيل 23 لاعب كحد أقصى (يجب أن يكون ثلاثة منهم على الأقل حراس مرمى).

## مرحلة المجموعات
يعبر متصدري وثواني المجموعات إلى ربع النهائي.

كسر التعادل
في حال تعادل فريقين أو أكثر بالنقاط بعد انتهاء مباريات المجموعة، تطبق المعايير التالية لتحديد المراتب.
جميع الأوقات حسب التوقيت المحلي (ت ع م+3).
1. أكبر عدد من النقاط المحصل عليها في مباريات المجموعة بين الفرق المعنية؛
2. فارق الأهداف الناتج عن مباريات المجموعة بين الفرق المعنية؛
3. أكبر عدد من الأهداف المسجلة في مباريات المجموعة بين الفرق المعنية؛
4. فارق الأهداف في جميع مباريات المجموعة؛
5. أكبر عدد من الأهداف المسجلة في جميع مباريات المجموعة؛
6. ركلات من نقطة الجزاء في حال كان فريقين فقط متساوين وكلاهما على أرض الملعب؛
7. أقل نتيجة محتسبة وفقاً لعدد البطاقات الصفراء والحمراء التي تحصل عليها الفريق في مباريات المجموعة؛ (نقطة للحصول على بطاقة صفراء واحدة، 3 نقاط للحصول على بطاقة حمراء نتيجة التحصل على بطاقتين صفراوين، 3 نقاط للحصول على بطاقة حمراء مباشرة، 4 نقاط للحصول على بطاقة صفراء يتبعها بطاقة حمراء مباشرة)؛
8. إجراء قرعة.

### المجموعة أ
| م | الفريق             | لعب | ف | ت | خ | أ.له | أ.ع | أ.ف | نقاط | التأهل             |
| - | ------------------ | --- | - | - | - | ---- | --- | --- | ---- | ------------------ |
| 1 | البحرين (H, Q)     | 3   | 2 | 0 | 1 | 7    | 6   | +1  | 6    | مرحلة خروج المغلوب |
| 2 | السعودية (Q)       | 3   | 2 | 0 | 1 | 8    | 4   | +4  | 6    | مرحلة خروج المغلوب |
| 3 | كوريا الجنوبية (E) | 3   | 2 | 0 | 1 | 6    | 4   | +2  | 6    |                    |
| 4 | تايلاند (E)        | 3   | 0 | 0 | 3 | 3    | 10  | −7  | 0    |                    |

| البحرين                                                                   | 3–2   | السعودية                                                  |
| ------------------------------------------------------------------------- | ----- | --------------------------------------------------------- |
| محمد جاسم مرهون 41' · محمد يوسف 49' (ضربة جزاء) · أحمد محمد علي حسن 90+4' | تقرير | راكان شملان العنزي 65' · سامي خليل النجعي 80' (ضربة جزاء) |

| تايلاند             | 1–3   | كوريا الجنوبية                                      |
| ------------------- | ----- | --------------------------------------------------- |
| انون امورليرتاك 76' | تقرير | جيونغ تايووك 13' · هان شانهي 41' · كانغ جيهون 90+3' |

| السعودية                                                                                           | 4–0   | تايلاند |
| -------------------------------------------------------------------------------------------------- | ----- | ------- |
| راكان شملان العنزي 43' · منصور سعيد المولد 60' · أيمن شفيق الخليف 68' · عبدالرحمن عبدالله غريب 90' | تقرير |         |

| كوريا الجنوبية       | 2–1   | البحرين         |
| -------------------- | ----- | --------------- |
| شو يونغ ووك 80'، 92' | تقرير | سيد إبراهيم 56' |

| البحرين                                                             | 3–2   | تايلاند                                  |
| ------------------------------------------------------------------- | ----- | ---------------------------------------- |
| محمد الحردان 12' (ضربة جزاء) · أحمد مبارك 47' · طلال علي النعار 51' | تقرير | سيتيشوك باسو 30' · وسوباتشاي تشايديد 84' |

| كوريا الجنوبية    | 1–2   | السعودية                             |
| ----------------- | ----- | ------------------------------------ |
| كيم غيون-جونغ 32' | تقرير | سامي الناجي 38' · عبدالله العمري 64' |

### المجموعة ب
| م | الفريق                       | لعب | ف | ت | خ | أ.له | أ.ع | أ.ف | نقاط | التأهل             |
| - | ---------------------------- | --- | - | - | - | ---- | --- | --- | ---- | ------------------ |
| 1 | العراق (Q)                   | 3   | 2 | 1 | 0 | 5    | 0   | +5  | 7    | مرحلة خروج المغلوب |
| 2 | فيتنام (Q)                   | 3   | 1 | 2 | 0 | 3    | 2   | +1  | 5    | مرحلة خروج المغلوب |
| 3 | الإمارات العربية المتحدة (E) | 3   | 1 | 1 | 1 | 4    | 3   | +1  | 4    |                    |
| 4 | كوريا الشمالية (E)           | 3   | 0 | 0 | 3 | 2    | 9   | −7  | 0    |                    |

| كوريا الشمالية                     | 2-1     | فيتنام              |
| ---------------------------------- | ------- | ------------------- |
| ها دوك جينه 71' دوان فان هاو 90+1' | التقرير | ريانج هيون-جو 90+2' |

| الإمارات العربية المتحدة | 1-0     | العراق   |
| ------------------------ | ------- | -------- |
|                          | التقرير | كريم 26' |

| فيتنام         | 1-1   | الإمارات العربية المتحدة         |
| -------------- | ----- | -------------------------------- |
| هو مينه دي 21' | تقرير | حسين عبدالله عمر 58' (ضربة جزاء) |

| العراق                                                                   | 0-4   | كوريا الشمالية |
| ------------------------------------------------------------------------ | ----- | -------------- |
| مازن فياض 53' (ضربة جزاء) · وليد كريم 63'، 65' · علاء عباس عبد النبي 79' | تقرير |                |

| كوريا الشمالية    | 3-1   | الإمارات العربية المتحدة                                         |
| ----------------- | ----- | ---------------------------------------------------------------- |
| هان كوانغ سونغ 8' | تقرير | أحمد راشد المحرزي 31' · فيصل المطروشي 52' · جاسم يعقوب سلمان 77' |

| العراق | 0-0   | فيتنام |
| ------ | ----- | ------ |
|        | تقرير |        |

### المجموعة ج
| م | الفريق      | لعب | ف | ت | خ | أ.له | أ.ع | أ.ف | نقاط | التأهل             |
| - | ----------- | --- | - | - | - | ---- | --- | --- | ---- | ------------------ |
| 1 | اليابان (Q) | 3   | 2 | 1 | 0 | 6    | 0   | +6  | 7    | مرحلة خروج المغلوب |
| 2 | إيران (Q)   | 3   | 1 | 2 | 0 | 2    | 1   | +1  | 5    | مرحلة خروج المغلوب |
| 3 | قطر (E)     | 3   | 1 | 1 | 1 | 2    | 4   | −2  | 4    |                    |
| 4 | اليمن (E)   | 3   | 0 | 0 | 3 | 0    | 5   | −5  | 0    |                    |

| قطر                                | 1-1   | إيران               |
| ---------------------------------- | ----- | ------------------- |
| أبو الفضل رزاقي 38' (هدف في مرماه) | تقرير | أبو الفضل رزاقي 38' |

| اليابان                                              | 3–0   | اليمن |
| ---------------------------------------------------- | ----- | ----- |
| كوكي اوغاوا 47' · يوتو إواساكي 79' · تيروكي هارا 88' | تقرير |       |

| إيران | 0-0   | اليابان |
| ----- | ----- | ------- |
|       | تقرير |         |

| اليمن | 1-0   | قطر                  |
| ----- | ----- | -------------------- |
|       | تقرير | عبد الرشيد عمارو 84' |

| قطر | 3-0 | اليابان                                                  |
| --- | --- | -------------------------------------------------------- |
|     |     | يوتو إواساكي 14' · كوجي ميوشي 45' · تاكيهيرو تومياسو 62' |

| اليمن | 0 -1  | إيران               |
| ----- | ----- | ------------------- |
|       | تقرير | أبو الفضل رزاقي 45' |

### المجموعة د
| م | الفريق        | لعب | ف | ت | خ | أ.له | أ.ع | أ.ف | نقاط | التأهل             |
| - | ------------- | --- | - | - | - | ---- | --- | --- | ---- | ------------------ |
| 1 | أوزبكستان (Q) | 3   | 2 | 1 | 0 | 5    | 3   | +2  | 7    | مرحلة خروج المغلوب |
| 2 | طاجيكستان (Q) | 3   | 1 | 1 | 1 | 3    | 2   | +1  | 4    | مرحلة خروج المغلوب |
| 3 | أستراليا (E)  | 3   | 1 | 1 | 1 | 3    | 3   | 0   | 4    |                    |
| 4 | الصين (E)     | 3   | 0 | 1 | 2 | 0    | 3   | −3  | 1    |                    |

| أوزبكستان                       | 2–1   | طاجيكستان  |
| ------------------------------- | ----- | ---------- |
| دافلاتجونوف 67' · ياخشيبويف 72' | تقرير | سعيدوف 20' |

| الصين | 0–1   | أستراليا |
| ----- | ----- | -------- |
|       | تقرير | شابو 46' |

| طاجيكستان                    | 2–0   | الصين |
| ---------------------------- | ----- | ----- |
| بنجشانبي 3' · هامروكولوف 65' | تقرير |       |

| أستراليا                                       | 2–3   | أوزبكستان                             |
| ---------------------------------------------- | ----- | ------------------------------------- |
| ليام يوللي 63' (ركلة.) · بلاكوود 90+3' (ركلة.) | تقرير | عبد الخالقوف 29' · إبراجيموف 40'، 46' |

| أوزبكستان | 0–0   | الصين |
| --------- | ----- | ----- |
|           | تقرير |       |

| أستراليا | 0–0   | طاجيكستان |
| -------- | ----- | --------- |
|          | تقرير |           |

## مرحلة خروج المغلوب
في مرحلة خروج المغلوب سيتم اللجوء إلى الوقت الإضافي وركلات الجزاء الترجيحية لتحديد الفائز إذا لزم الأمر.

### المخطط
|  | ربع النهائي    | ربع النهائي    |                |       | نصف النهائي | نصف النهائي |  |  | النهائي | النهائي |
|  |                |                |                |       |             |             |  |  |         |         |
|  | 23 أكتوبر 2016 |                |                |       |             |             |  |  |         |         |
|  |                |                |                |       |             |             |  |  |         |         |
|  | البحرين        | 0              |                |       |             |             |  |  |         |         |
|  | البحرين        | 0              | 27 أكتوبر 2016 |       |             |             |  |  |         |         |
|  | فيتنام         | 1              |                |       |             |             |  |  |         |         |
|  | فيتنام         | 1              | فيتنام         | 0     |             |             |  |  |         |         |
|  | 24 أكتوبر 2016 |                | فيتنام         | 0     |             |             |  |  |         |         |
|  |                | اليابان        | 3              |       |             |             |  |  |         |         |
|  | اليابان        | اليابان        | 3              | 4     |             |             |  |  |         |         |
|  | اليابان        |                | 30 أكتوبر 2016 | 4     |             |             |  |  |         |         |
|  | طاجيكستان      | 0              |                |       |             |             |  |  |         |         |
|  | طاجيكستان      | 0              | اليابان(ج.)    | 0 (5) |             |             |  |  |         |         |
|  | 23 أكتوبر 2016 |                | اليابان(ج.)    | 0 (5) |             |             |  |  |         |         |
|  |                | السعودية       | 0 (3)          |       |             |             |  |  |         |         |
|  | العراق         | السعودية       | 0 (3)          | 2 (5) |             |             |  |  |         |         |
|  | العراق         | 27 أكتوبر 2016 |                | 2 (5) |             |             |  |  |         |         |
|  | السعودية (ج.)  | 2 (6)          |                |       |             |             |  |  |         |         |
|  | السعودية (ج.)  | 2 (6)          | السعودية       | 6     |             |             |  |  |         |         |
|  | 24 أكتوبر 2016 |                | السعودية       | 6     |             |             |  |  |         |         |
|  |                | إيران          | 5              |       |             |             |  |  |         |         |
|  | أوزبكستان      | إيران          | 5              | 0     |             |             |  |  |         |         |
|  | أوزبكستان      |                |                | 0     |             |             |  |  |         |         |
|  | إيران          | 2              |                |       |             |             |  |  |         |         |
|  | إيران          | 2              |                |       |             |             |  |  |         |         |

### ربع النهائي
| البحرين | 1-0   | فيتنام        |
| ------- | ----- | ------------- |
|         | تقرير | تران ثاني 72' |

| العراق                        | 2-2   | السعودية                                           |
| ----------------------------- | ----- | -------------------------------------------------- |
| سجاد حسين 75' · مازن فياض 80' | تقرير | راكان شملان العنزي 65' · عبدالرحمن هاشم اليامي 69' |

| أوزبكستان | 0 - 2 | إيران |
| --------- | ----- | ----- |
|           | تقرير |       |

| اليابان | 0-4   | طاجيكستان |
| ------- | ----- | --------- |
|         | تقرير |           |

### نصف النهائي
| فيتنام | 3-0 | اليابان |
| ------ | --- | ------- |
|        |     |         |

| السعودية | 5-6 | إيران |
| -------- | --- | ----- |
|          |     |       |

### النهائي
| اليابان | 0-0   | السعودية |
| ------- | ----- | -------- |
|         | تقرير |          |

## الفائز
| فائز بطولة آسيا تحت 19 سنة لكرة القدم 2016 |
| ------------------------------------------ |
| · اليابان · للمرة الأولى                   |

## ترتيب البطولة
حسب الاتفاقية الإحصائية في كرة القدم، فإن المباريات التي تحسم في الوقت الإضافي يتم احتسابها كانتصارات وهزائم، بينما المباريات التي تحسم عن طريق ركلات الجزاء الترجيحية تحسب كتعادلات.
| م  | الفريق                   | لعب | ف | ت | خ | أ.له | أ.ع | أ.ف | نقاط | النتيجة النهائية              |
| -- | ------------------------ | --- | - | - | - | ---- | --- | --- | ---- | ----------------------------- |
| 1  | اليابان                  | 6   | 4 | 2 | 0 | 13   | 0   | +13 | 14   | البطل                         |
| 2  | السعودية                 | 6   | 3 | 2 | 1 | 16   | 11  | +5  | 11   | الوصيف                        |
| 3  | إيران                    | 5   | 2 | 2 | 1 | 9    | 7   | +2  | 8    | أطراف نصف النهائي             |
| 4  | فيتنام                   | 5   | 2 | 2 | 1 | 4    | 5   | −1  | 8    | أطراف نصف النهائي             |
|    |                          |     |   |   |   |      |     |     |      |                               |
| 5  | العراق                   | 4   | 2 | 2 | 0 | 7    | 2   | +5  | 8    | تم إقصاؤهم في ربع النهائي     |
| 6  | أوزبكستان                | 4   | 2 | 1 | 1 | 5    | 5   | 0   | 7    | تم إقصاؤهم في ربع النهائي     |
| 7  | البحرين (H)              | 4   | 2 | 0 | 2 | 7    | 7   | 0   | 6    | تم إقصاؤهم في ربع النهائي     |
| 8  | طاجيكستان                | 4   | 1 | 1 | 2 | 3    | 6   | −3  | 4    | تم إقصاؤهم في ربع النهائي     |
|    |                          |     |   |   |   |      |     |     |      |                               |
| 9  | كوريا الجنوبية           | 3   | 2 | 0 | 1 | 4    | 2   | +2  | 6    | تم إقصاؤهم في مرحلة المجموعات |
| 10 | الإمارات العربية المتحدة | 3   | 1 | 1 | 1 | 4    | 3   | +1  | 4    | تم إقصاؤهم في مرحلة المجموعات |
| 11 | أستراليا                 | 3   | 1 | 1 | 1 | 3    | 3   | 0   | 4    | تم إقصاؤهم في مرحلة المجموعات |
| 12 | قطر                      | 3   | 1 | 1 | 1 | 2    | 4   | −2  | 4    | تم إقصاؤهم في مرحلة المجموعات |
| 13 | الصين                    | 3   | 0 | 1 | 2 | 0    | 3   | −3  | 1    | تم إقصاؤهم في مرحلة المجموعات |
| 14 | اليمن                    | 3   | 0 | 0 | 3 | 0    | 5   | −5  | 0    | تم إقصاؤهم في مرحلة المجموعات |
| 15 | تايلاند                  | 3   | 0 | 0 | 3 | 3    | 10  | −7  | 0    | تم إقصاؤهم في مرحلة المجموعات |
| 16 | كوريا الشمالية           | 3   | 0 | 0 | 3 | 2    | 9   | −7  | 0    | تم إقصاؤهم في مرحلة المجموعات |

## روابط خارجية
- بطولة آسيا تحت 19 سنة لكرة القدم
، the-AFC.com